# Pedlars Wood
Pedlars Wood är en skog i Storbritannien.   Den ligger i grevskapet Essex och riksdelen England, i den sydöstra delen av landet, 100 km öster om huvudstaden London.